# Essex Pirates
Essex Pirates Basketball Club war eine kurzlebige Basketball-Franchise der British Basketball League (BBL) aus Southend-on-Sea in England. Nachdem es bereits mit den Leopards eine zwischen 1999 und 2003 in Brentwood existierende BBL-Franchise in Essex gegeben hatte, fand am „Soutend Campus“ des South Essex College 2009 eine weitere Basketballmannschaft Aufnahme in die geschlossene Profiliga BBL. Neben einigen Veteranen rekrutierte der britische Juniorenauswahltrainer Tim Lewis insbesondere junge Spieler für die Profimannschaft. Erzielte man in der ersten Spielzeit 2009/10 noch sieben Siege in 36 Spielen, was zum vorletzten Tabellenplatz reichte, brach man in der zweiten Saison 2010/11 komplett ein und belegte am Saisonende abgeschlagen mit nur einem Saisonsieg den letzten Tabellenplatz. Anschließend wurde auch die notwendige finanzielle Unterstützung entzogen, so dass sich die Pirates aus der BBL zurückziehen mussten.